# XSN Sports
XSN Sports (chamada formalmente como Xbox Sports Network) era uma divisão e marca norte-americana da Xbox Game Studios fundados em 2000 com foco para jogos eletrônicos de esportes. Ao longo de sua vida, produziu mais de 8 jogos de sucesso para o Xbox Original, mas foi vendida em 2005 para a Take-Two Interactive devido a distanciamento do Xbox com o ramo. Posteriormente, neste mesmo ano, a Take-Two os renomeou para 2K Sports.

## Jogos Produdizos
- Amped (2001)
- NBA Inside Drive 2002 (2001)
- RalliSport Challenge (2002)
- NBA Inside Drive 2003 (2002)
- NFL Fever 2003 (2002)
- NFL Fever 2004 (2003)
- Top Spin (2003)
- Amped 2 (2003)
- Links 2004 (2003)
- NBA Inside Drive 2004 (2003)
- NHL Rivals 2004 (2003)
- RalliSport Challenge 2 (2004)
- NBA Inside Drive 2005 (2004)
- NHL Rivals 2005 (2004)
- Forza Motorsport (2005)